# قائمة ملوك السويد
قائمة ملوك السويد هي قائمة من الملوك والملكات الذين حكموا السويد، بدءا من القرن 18 وحتى الوقت الحاضر.

## التاريخ

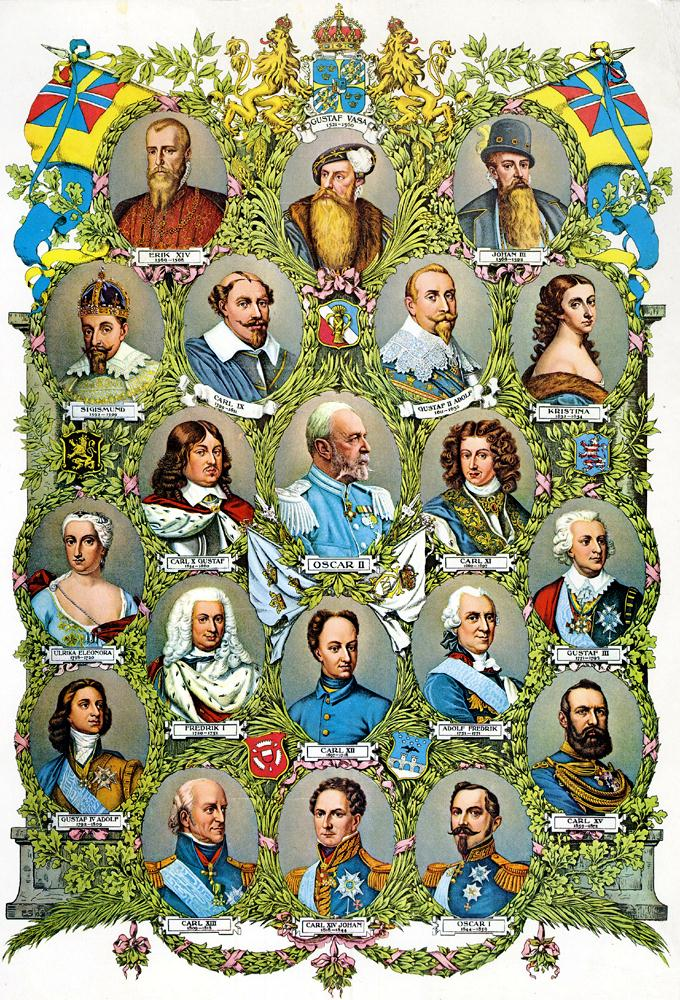
ملوك وملكات السويد 1523-1907.

أول تسجيل مدون لما يًعتبر حاكم للسويد ظهر في عمل تاسيتوس في جيرمانيا في حوالي العام 100 م (ظهر باسم ملك السيونيين)، ولكن نظراً لشحة المصادر التي تتحدث عن الفترة قبل القرن الحادي عشر، فإن القائمة تبدأ مع الملك أولوف سكوتكونونغ ووالده إريك الملقب بالمنتصر، والذان كانا أول من تعمد من ملوك السويد.
في القرن 16، ادعي يوهانس ماغنوس نسباً اسطورياً لملوك السويد وأرجع نسبهم إلى مأجوج ابن يافث، للتدليل على أقدمية العرش السويدي، وعلى أساس من قائمته اعتمد اريك الرابع عشر وكارل التاسع أرقام كبيرة توحي بأن هناك العشرات ممن سبقوهما باسم، فالملوك السابقون مع تلك الأسماء يتم ترقيم تقليدياً بعد إلى الوراء من إريك الرابع عشر وكارل التاسع، في الاستخدام السويدي المعاصر، لا يُعطى ملوك القرون الوسطى أي رقم بعد اسمائهم.
حُكمت السويد من قبل عدة ملكات في ثلاث مناسبات منفصلة وهن: الملكة مارغريت (1389-1412)، الملكة كريستينا (1632-1654) وأولريكا إليونورا (1718-1720) على التوالي.
بالإضافة إلى القائمة أدناه، وقد ادعى بأحقية العرش السويدي أيضا من قبل ملوك الكومنولث البولندي اللتواني منذ 1599 حتى 1660.
ومنذ 1818 أصبح ملوك السويد من أسرة برنادوت الذين استمدوا الشرعية على أساس القانون السويدي للخلافة على العرش الصادر في 1810، يفترض دستور 1809 أن العاهل السويدي له الحق في تعيين الحكومة التي يراها مناسبة، ولكن الدعوات المتزايدة لإرساء الديمقراطية خلال نهاية جعل القرن 19 أدى إلى إنهاء العمل بهذا الأمر، يحدد الدستور الحالي منذ 1974 دور الملك حيث تم إزالة جميع صلاحيات اتخاذ القرار من الملك، مما جُعل منصب الملك السويدي منصب شرفي حيث لا يتمتع بأي سلطة تنفيذية أو تشريعية.
وفي عام 1980 تم تغيير قانون ولاية العهد وجعلها في أكبر أبناء الملك على حد سواء من الذكور أو الإناث.

## قائمة الملوك

### سلالة مونسو (970–1060)
| الصورة | الاسم                                  | الفترة                        | الأحقية بالعرش                    | الزيجات                               | عن حياته                                                                                     |
| ------ | -------------------------------------- | ----------------------------- | --------------------------------- | ------------------------------------- | -------------------------------------------------------------------------------------------- |
|        | إريك (السابع) "المنتصر" Erik Segersäll | ق. 970 – ق. 995 (ق. 25 عاماً)  | أول ملك يتم التعرف عليه بشكل محدد | سيغريد ستورادا (؟) (طفلين)            | ق. 945 – ق. 995 (عمره تقريباً. 50) ينسب إليه العديد من الزوجات وأبناء الآخرون في مصادر مختلفة |
|        | أولوف "التابع"                         | ق. 995 – ق. 1022 (ق. 27 عاماً) | ابن إريك المنتصر                  | إستريد الأبوتريتية (طفلين)            | ق. 980 – ق. 1022 (عمره تقريباً. 42)                                                           |
|        | أنوند ياكوب Anund Jakob                | ق. 1022 – 1050 (ق. 28 عاماً)   | ابن أولوف                         | غونهيلدر سفينسدوتر (ليس لديهم أبناء؟) | ق. 1008 – 1050 (عمره تقريباً. 42)                                                             |
|        | إموند "العجوز" Emund den gamle         | ق. 1050 – 1060 (10 أعوام)     | ابن أولوف غير الشرعي              | آستريد نيالسدوتر (؟) (طفلين)          | توفي. 1060 أخر ملك من أسرة مونسو                                                             |

### سلالة ستينشل (1060–1125/1130)
| الصورة | الاسم                                               | الفترة                              | الأحقية بالعرش                                                                                        | الزيجات                                 | عن حياته |
| ------ | --------------------------------------------------- | ----------------------------------- | --- | --------------------------------------- | --- |
|        | ستينشل Stenkil Ragnvaldsson                         | ق. 1060 – 1066 (ق. 6 أعوام)         | ربما يكون صهر إموند                                                                                   | "ابنة إموند" (؟) (طفلين على الأقل)      | توفي. ق. 1066 |
|        | إريك وإريك Erik och Erik (متنازع تاريخياً)           | ق. 1066 (؟) (فترة قصيرة)            | تم ذكرهما في مصدر واحد، باعتبارهما اثنين من المدّعين الذين قاتلوا بعضهما البعض بعد وفاة ستينشل.        | -                                       | غير معروف |
|        | هالستين Halsten Stenkilsson                         | ق. 1066 – 1068 (ق. عامين)           | ابن ستينشل                                                                                            | غير معروفة (طفلين على الأقل)            | تفاصيل حياته المعروفة قليلة، عُزل ق. في. 1068، ربما عاد لاحقًا للحكم كحاكم مناصف مع شقيقه (الأصغر سنًا على الأرجح) إنغه الأول.           |
|        | أنوند "الروسي" Anund Gårdske (متنازع تاريخياً)       | ق. 1068 – 1076 (؟) (ق. 8 أعوام)     | تم ذكره في مصدر واحد باعتباره ملكًا منتخبًا بعد عزل هالستين.                                            | -                                       | تفاصيل حياته معروفة قليلة؛ ويقال إنه جاء من كييف روس، عزل ق. في. 1076.                                                                |
|        | هوكان "الأحمر" Håkan Röde                           | عقد. 1070 (؟)                       | ربما من نسل إريك المنتصر                                                                              | -                                       | لا توجد سوى تفاصيل قليلة عن حياته، تضعه بعض مصادر مختلفة بأنه خليفة ستينشل أو ابنه إنغه.                                              |
|        | إنغه "الأكبر" Inge den äldre                        | ق. 1078 – 1112 (ق. 34 سنة)          | ابن ستينشل. اغتضب السلطة إما من أنوند أو هوكان.                                                       | هيلينا (4 أبناء)                        | توفي. ق. 1112 أنهى فترة الفوضى التي بدأت بعد وفاة ستينشل، ربما تم خلعه في الفترة منذ 1081 حتى 1083 قبل أن يتم استعادة العرش مرة أخرى. |
|        | سفن ("سفن المضحي") Blot-Sven (متنازع تاريخياً)       | ق. 1081 – 1083 (ق. عامين)           | ربما صهر ستينشل. مغتصب للسلطة.                                                                        | -                                       | تفاصيل حياته المعروفة قليلة، عهده محل نزاع بسبب قلة مصادر، ربما تم عزله أو خلفه ابنه.                                                 |
|        | إريك (الثامن) "الحاصد" Erik Årsäll (متنازع تاريخياً) | ق. 1083 (؟) (فترة قصيرة)            | ربما يكون ابن سفن. تم ذكره في بعض المصادر بأنه خلفيته                                                 | -                                       | تفاصيل حياته المعروفة قليلة، عهده محل نزاع بسبب المصادر القليلة والمتناقضة،. ربما تم عزله من إنغه.                                    |
|        | فيليب Filip Halstensson                             | ق. 1100 – 1118 (ق. 18 عاماً)         | ابن هالستين. بدأ حكمه بالمناصفه مع شقيقه إنغه.                                                        | إنغيغيرد النرويجية (ليس لديهم أبناء)    | توفي. 1118 |
|        | إنغه "الأصغر" Inge (den yngre) Halstensson          | ق. 1118 – 1125/1130 (ق. 7–12 أعوام) | ابن هالستين. ربما في البداية حكم بالمناصفة مع شقيقه فيليب.                                            | راغنهيلد هالستينسدوتر (ليس لديهم أبناء) | توفي ق. 1130 من المرحج أنه أخر شخص في سلالة ستينشل من خط الذكوري.                                                                     |
|        | راغنفالد "الرأس المدور"                             | 1120عقد./1130عقد. (؟) (فترة قصيرة؟) | لا تربطه صلة بالملوك السابقون. تم ذكره في القانون القوطي الغربي بأنه خليفة إنغه الأصغر وسابق سيفركر . | -                                       | تفاصيل حياته المعروفة قليلة |

### أسرة سفيركر وإريك (1125/1130–1250)
| الصورة                                  | الاسم                                                      | الفترة                                                             | الأحقية بالعرش                                                                                        | الزيجات                                                         | عن حياته |
| --------------------------------------- | ---------------------------------------------------------- | ------------------------------------------------------------------ | --- | --------------------------------------------------------------- | --- |
|                                         | ماغنوس الأول "القوي" Magnus (den starke) Nilsson (موضع شك) | ق. 1125 – 1130 أو ق. 1130 – 1134 (ق. 4–5 أعوام)                    | حفيد إنغه الأكبر. تم إثباته في سجل أعمال الدنماركيين بأنه مدعي، ربما لم يتم اعترف به كملك أبداً.       | ريكيسا البولندية (طفلين)                                        | توفي. 1134 انتخب ملكًا لكنه فشل في ترسيخ سلطته؛ قتل في عام 1134 بمعركة فوتيفيك.                                                                   |
| Non-contemporary depiction              | سفيركر "الأكبر" Sverker den äldre                          | ق. 1130 – 25 ديسمبر 1156 (ق. 26 عاماً)                              | ليس من نسب ملكي أو ربما يكون حفيد سفن. انتخب في معارضة ماغنوس الأول.                                  | أولفهيلد هوكانسدوتر (4 أبناء على الأقل) ريكيسا البولندية (ابن؟) | توفي. 25 ديسمبر 1156 اغتيل على يد المدعي ماغنوس الثاني.                                                                                          |
|                                         | إريك (التاسع) "القديس" Erik (den helige) Jedvardsson       | ق. 1157 – 18 مايو 1160 (ق. 3 أعوام)                                | قريب سفيركر الأول                                                                                     | كريستينا الدنماركية (4 أبناء)                                   | ق. 1120 – 18 مايو 1160 (عمره تقريباً. 40) حاول تنصير الفنلنديين، قُتل على يد المدعي ماغنوس الثاني، تم اعتباره لاحقاً قديسًا، فأصبح الآن قديس السويد. |
|                                         | ماغنوس الثاني Magnus Henriksson                            | 18 مايو 1160 – 1161 (عام)                                          | ابن حفيدة أنغه الأكبر، اغتصب السلطة بعد مقتل إريك التاسع.                                             | بريجيتا النرويجية (ليس لديهم أبناء)                             | توفي في 1161 قتل في معركة ضد كارل السابع. |
|                                         | كارل (السابع) Karl Sverkersson                             | ق. 1157 – 12 أبريل 1167 (ق. 10 أعوام؛ حكم السويد بأكملها منذ 1161) | ابن سفيركر الأول، حكم في البداية في فستريوتلاند في مواجهة إريك التاسع حتى إطاحة لاحقًا بماغنوس الثاني. | كريستينا هفيده (ابن واحد على الأقل)                             | 1130 – 12 أبريل 1167 (37 عاماً) اغتيل من قبل كنوت الأول الذي أصبح خليفته.                                                                         |
|                                         | كنوت الأول Knut Eriksson                                   | 12 أبريل 1167 – 1196 (29 عاماً)                                     | ابن إريك التاسع، اغتصب السلطة بعد مقتل كارل السابع.                                                   | سيسيليا يوهانسدوتر (اسم محل شك) (5 أبناء)                       | قبل. 1150 – 1196 (أكبر من. 46) |
|                                         | كول (متنازع عليه)                                          | عقد.1170 (عدة سنوات)                                               | أبناء (؟) سفيركر الأول، حكموا معا في أوستريوتلاند في معارضة حكم كنوت الأول.                           | -                                                               | معلومات شحيحة |
|                                         | بوريسلف Burislev (متنازع عليه)                             | عقد.1170 (عدة سنوات)                                               | أبناء (؟) سفيركر الأول، حكموا معا في أوستريوتلاند في معارضة حكم كنوت الأول.                           | -                                                               | معلومات شحيحة |
|                                         | سفيركر الثاني "الأصغر" Sverker (den yngre) Karlsson        | 1196 – 1208 (12 عاماً)                                              | ابن كارل السابع                                                                                       | بينيديكتا هفيده (ابن واحد على الأقل)                            | ق. 1164 – 17 يوليو 1210 ( ق. 46 عاماً) عزل بعد معركة لينا، قتل بمعركة جيستلين أثناء محاولته لإستعادة عرشه.                                        |
| إنغيغرد بيرغرسدوتر (ابن واحد على الأقل) | سفيركر الثاني "الأصغر" Sverker (den yngre) Karlsson        | 1196 – 1208 (12 عاماً)                                              | ابن كارل السابع                                                                                       |                                                                 | ق. 1164 – 17 يوليو 1210 ( ق. 46 عاماً) عزل بعد معركة لينا، قتل بمعركة جيستلين أثناء محاولته لإستعادة عرشه.                                        |
|                                         | إريك (العاشر) "الناجي" Erik Knutsson                       | 1208 – 10 أبريل 1216 (8 أعوام)                                     | ابن كنوت الأول. استولى على السلطة بعد هزيمة سفيركر الثاني..                                           | ريكيسا الدنماركية (5 أبناء)                                     | 1180 – 10 أبريل 1216 (ق. 36 عاماً) |
|                                         | يوهان الأول Johan Sverkersson                              | 10 أبريل 1216 – 10 مارس 1222 (5 سنوات، و11 شهور)                   | ابن سفيركر الثاني                                                                                     | غير متزوج                                                       | 1201 – 10 مارس 1222 (ق. 21 عاماً) توفي بسبب المرض، تم اعتباره أخر عضو في سلالة سفيركر من خط الذكور.                                               |
|                                         | إريك (الحادي عشر) "المتلعثم والأعرج" Erik Eriksson         | مارس 1222 – 1229 (7 أعوام) (فترة الأولى)                           | ابن إريك العاشر                                                                                       | كاتارينا سونادوتر (ليس لديهم أبناء)                             | 1216 – 2 فبراير 1250 (العمر ق. 34) في عهده طغى إلى حد كبير رجال الدولة البارزون، عُزل ونُفي في الفترة ما بين 1229 و 1234.                          |
|                                         | كنوت الثاني "الطويل" Knut Holmgersson                      | 1229 – 1234 (5 أعوام)                                              | أحد أقرباء أسرة إريك، انتخب ملكًا بعد عزل إريك الحادي عشر.                                             | غير معروفة (ابنين على الأقل)                                    | توفي. 1234 |
|                                         | إريك (الحادي عشر) "المتعلثم والأعرج" Erik Eriksson         | 1234 – 2 فبراير 1250 (16 عاماً) (الفترة الثانية)                    | إستعاد السلطة بعد وفاة كنوت الثاني                                                                    | كاتارينا سونادوتر (ليس لديهم أبناء)                             | (انظر للوصف السابق له) |

### أسرة بيليو (1250–1364)
| الصورة                                                | الاسم                                               | الشعار                                                     | الفترة                                                                                      | الأحقية بالعرش                                                                                     | الزيجات                                                                                          | عن حياته |
| ----------------------------------------------------- | --------------------------------------------------- | ---------------------------------------------------------- | ------------------------------------------------------------------------------------------- | -------------------------------------------------------------------------------------------------- | ------------------------------------------------------------------------------------------------ | --- |
|                                                       | فالديمار Valdemar Birgersson                        |                                                            | 1250 – 22 يوليو 1275 (25 عاماً)                                                              | حفيد إريك العاشر، وابن رجل الدولة البارز بيرغر يارل                                                | صوفيا الدنماركية (6 أبناء)                                                                       | 1239 – 26 ديسمبر 1302 (العمر ق. 63) عُزل بعد خسارته (1275)، واستمر في حكم أجزاء من المملكة قبل أن يُسجن في عام 1288.                                                   |
|                                                       | ماغنوس الثالث "بارنلوك" Magnus (Ladulås) Birgersson |                                                            | 22 يوليو 1275 – 18 ديسمبر 1290 (15 سنوات، و4 شهور، و26 أيام)                                | حفيد إريك العاشر، وابن رجل الدولة البارز بيرغر يارل، استولى على السلطة بعد هزيمة شقيقه في المعركة. | هيدفيغ الهولشتاينية (5 أبناء)                                                                    | توفي. 18 ديسمبر 1290 |
|                                                       | بيرغر Birger Magnusson                              | 18 ديسمبر 1290 – مارس/أبريل 1318 (28 أعوام و 5/6 أشهر)     | ابن ماغنوس الثالث                                                                           | مارثا الدنماركية (4 أبناء)                                                                         | 1280 – 31 مايو 1321 (العمر ق. 41) تم عزله وإجباره على النفي من قبل أنصار شقيقه إريك في عام 1318. | |
| وصاية الدوقة إنغبورغ (مارس/أبريل 1318 – 8 يوليو 1319) |                                                     |                                                            |                                                                                             | |                                                                                                  | |
|                                                       | ماغنوس الرابع Magnus Eriksson                       |                                                            | 8 يوليو 1319 – 15 فبراير 1364 (44 سنوات، و7 شهور، و7 أيام)                                  | حفيد ماغنوس الثالث                                                                                 | بلانكا النامورية (5 أبناء)                                                                       | ق. 1316 – 1 ديسمبر 1374 (العمر ق. 58) أيضا: ملك النرويج (1319–1355). عزل من قبل ابن شقيقته ألبرت مكلنبورغي الذي سجنه حتى 1371؛ ثم عاش منفياً في النرويج.              |
|                                                       | إريك (الثاني عشر) Erik Magnusson                    | 17 أكتوبر 1356 – 20 يونيو 1359 (2 سنوات، و8 شهور، و3 أيام) | ابن ماغنوس الرابع. في البداية حكم ضد والده، ثم أصبح حاكم مناصف لوالده بعد المصالحة في 1359. | بياتريكس البافارية (ليس لديهم أبناء)                                                               | قبل أو في 1339 – 20 يونيو 1359 (عمره 20 أو أقل)                                                  | |
|                                                       | هوكان Håkan Magnusson                               |                                                            | 15 فبراير 1362 – 15 فبراير 1364 (2 سنوات)                                                   | ابن ماغنوس الرابع، حاكم مناصف مع والده                                                             | مارغريت الدنماركية (الملكة الحاكمة 1389–1412) (ابن وحيد)                                         | 1340 – 11 سبتمبر 1380 (العمر ق. 40) أيضا: ملك النرويج (1343–1380). عزل من قبل ابن عمته ألبرت مكلنبورغي، حاول استعادة السويد حتى هزيمته أثناء حصار ستوكهولم عام 1371. |

### أسرة مكلنبورغ (1364–1389)
| الصورة | الاسم                          | الشعار | الفترة                                              | الأحقية بالعرش                | الزيجات                                                            | عن حياته |
| ------ | ------------------------------ | ------ | --------------------------------------------------- | ----------------------------- | ------------------------------------------------------------------ | --- |
|        | ألبريكت Albrekt av Mecklenburg |        | 15 فبراير 1364 – 24 فبراير 1389 (25 سنوات، و9 أيام) | حفيد ماغنوس الثالث ملك السويد | ريكاردس من شفيرين (طفلان) أغنيس من براونشفايغ-لونيبورغ ‏ (طفل واحد) | ق. 1340 – 1 أبريل 1412 (ق. 72)كان أيضا دوق مكلنبورغ (1384–1412)، هزمته مارجريتا الأولى الدانماركية في معركة أوسلي وخلعته. |

### الملوك أثناء اتحاد كالمار (1389–1523)
| الصورة                                                                                | الاسم                                            | الشعار | الفترة                                                                     | الأحقية بالعرش | الزيجات                                                                            | عن حياته |
| ------------------------------------------------------------------------------------- | ------------------------------------------------ | ------ | -------------------------------------------------------------------------- | --- | ---------------------------------------------------------------------------------- | --- |
|                                                                                       | مارغريتا فالديمارسدوتر Margareta Valdemarsdotter |        | 24 فبراير 1389 – 28 أكتوبر 1412 (23 سنوات، و8 شهور، و26 أيام)              | ملكة الدنمارك والنرويج؛ أرملة هوكان ماغنوسون. وسليلة إريك العاشر، هزمت ألبريكت بدعم من النبلاء السويديين.           | هوكان السادس ملك النرويج (الملك من 1362–1364) (طفل واحد)                           | مارس 1353 – 28 أكتوبر 1412 (59)كانت أيضا ملكة الدنمارك والنرويج وحاكمة اتحاد كالمار. لم تتزوج مرة أخرى بعد وفاة هوكون. توفيت فجأة بسبب الطاعون في عام 1412.                              |
|                                                                                       | إريك (الثالث عشر) البوميراني Erik av Pommern     |        | 23 يوليو 1396 – 24 سبتمبر 1439 (43 سنوات، و2 شهور، و1 يوم)                 | الوريث المعين والحاكم المشارك لمارغريت. سليل ماغنوس الثالث ملك السويد.                                              | فيليبا الإنجليزية (بدون أطفال) سيسليا (بدون أطفال)                                 | 1381/1382 – 3 مايو 1459 (76–78)كان أيضا ملك الدنمارك والنرويج وحاكم لاتحاد كالمار. خلع من حكم السويد مرتين (1434-1435 و1436)؛ استعاد السلطة حتى أطيح به من جميع الممالك الثلاث عام 1439. |
| كان كارل الثامن الوصي على العرش (أكتوبر 1438 – خريف 1440)                             |                                                  |        |                                                                            | |                                                                                    | |
|                                                                                       | كريستوفر البافاري Kristofer av Bayern            |        | خريف 1441 – 6 يناير 1448 (6 سنوات وبضعة أشعر)                              | ابن شقيق إريك الثالث عشر                                                                                            | دوروثيا من براندنبورغ (بدون أطفال)                                                 | 26 فبراير 1416 – 6 يناير 1448 (31)كان أيضا ملك الدنمارك والنرويج وحاكم اتحاد كالمار |
| كان بينغت يونسون ونيلس يونسون الأوصياء المناصفون للعرش (يناير – 20 يونيو 1448)        |                                                  |        |                                                                            | |                                                                                    | |
|                                                                                       | كارل (الثامن) Karl Knutsson Bonde                |        | 20 يونيو 1448 – 24 فبراير 1457 (8 سنوات، و8 شهور، و4 أيام) (الفترة الأولى) | نبيل سويدي انتخب ملكا بعد وفاة كريستوفر                                                                             | بيرجيتا توريسدوتر (طفلان) كاثرين كارلسدوتر (8 أطفال) كريستينا إبراهامسدوتر (طفلان) | توفي 15 مايو 1470كان أيضا ملك النرويج (1449-1450). خلع مرتين (1457-1464 و1465-1467) بسبب تأثير رئيس الأساقفة يونس بنغتسون أوكسينستيرنا.                                                  |
| الوصاية الأولى ليونس بينغتسون أوكسنستيرنا وإريك أكسلسون توت (مارس – 23 يونيو 1457)    |                                                  |        |                                                                            | |                                                                                    | |
|                                                                                       | كريستيان الأول Kristian I                        |        | 23 يونيو 1457 – 23 يونيو 1464 (7 سنوات)                                    | زوج دوروثيا فون براندنبورغ أرملة كريستوفر. أيضا سليل ماغنوس الثالث ملك السويد. أصبح ملك السويد بعد خلع كارل الثامن. | دوروثيا من براندنبورغ (5 أطفال)                                                    | فبراير 1426 – 21 مايو 1481 (55)كان أيضا ملك الدنمارك والنرويج. خلع من حكم السويد في 1464.                                                                                                |
|                                                                                       | كارل (الثامن) Karl Knutsson Bonde                |        | 9 أغسطس 1464 – 30 يناير 1465 (5 شهور، و21 أيام) (الفترة الثانية)           | عاد إلى السلطة بعد خلع كريستيان الأول                                                                               | (انظر للوصف السابق له)                                                             | (انظر للوصف السابق له) |
| كان كيتيل كارلسون وصيًا على العرش (26 ديسمبر 1464 – 11 أغسطس 1465)                     |                                                  |        |                                                                            | |                                                                                    | |
| الوصاية الثانية ليونس بينغتسون أوكسنستيرنا على العرش (11 أغسطس 1465 – 18 أكتوبر 1466) |                                                  |        |                                                                            | |                                                                                    | |
| الوصاية الثانية إريك أكسلسون توت على العرش (18 أكتوبر 1466 – 12 نوفمبر 1467)          |                                                  |        |                                                                            | |                                                                                    | |
|                                                                                       | كارل (الثامن) Karl Knutsson Bonde                |        | 12 نوفمبر 1467 – 15 مايو 1470 (2 سنوات، و6 شهور، و3 أيام) (الفترة الثالثة) | عاد إلى العرش بدعم من إريك أكسلسون توت                                                                              | (انظر للوصف السابق له)                                                             | (انظر للوصف السابق له) |
| الوصاية الأولى ستين ستوره الأكبر على العرش (16 مايو 1470 – 6 أكتوبر 1497)             |                                                  |        |                                                                            | |                                                                                    | |
|                                                                                       | هانس الثاني Johan II / Hans                      |        | 6 أكتوبر 1497 – 1 أغسطس 1501 (3 سنوات، و9 شهور، و26 أيام)                  | ابن كريستيان الأول أصبح ملكا في السويد بعد أن حكم بالفعل في الدنمارك والنرويج لمدة عشرين عاما.                      | كريستينا الساكسونية ‏ (5 أطفال)                                                     | 8 يوليو 1455 – 20 فبراير 1513 (57)كان أيضا ملك الدنمارك والنرويج وحاكم اتحاد كالمار. خلع عن حكم السويد وعاد ستين ستوره الأكبر للوصاية.                                                   |
| الوصاية الثانية لستين ستوره الأكبر (12 نوفمبر 1501 – 14 ديسمبر 1503)                  |                                                  |        |                                                                            | |                                                                                    | |
| وصاية سفانتي نيلسون (21 يناير 1504 – 31 ديسمبر 1511/2 يناير 1512)                     |                                                  |        |                                                                            | |                                                                                    | |
| وصاية إريك ترول (يناير – 23 يوليو 1512)                                               |                                                  |        |                                                                            | |                                                                                    | |
| وصاية ستين ستوره الأصغر (23 يوليو 1512 – 3 فبراير 1520)                               |                                                  |        |                                                                            | |                                                                                    | |
|                                                                                       | كريستيان الثاني "the Tyrant" Kristian II         |        | 1 نوفمبر 1520 – 23 أغسطس 1521 (9 شهور، و22 أيام)                           | ابن هانس الثاني. | إيزابيلا النمساوية (6 أطفال)                                                       | 2 يوليو 1481 – 25 يناير 1559 (77)كان أيضا ملك الدنمارك والنرويج وحاكم اتحاد كالمار. أطيح به بعد حمام دم في ستوكهولم. وخلع من حكم الدنمارك والنرويج لاحقًا.                                |
| وصاية غوستاف فاسا (أصبح لاحقًا الملك غوستاف الأول. 23 أغسطس 1521 – 6 يونيو 1523)       |                                                  |        |                                                                            | |                                                                                    | |

### آل فاسا (1523–1654)
| الصورة                                                                        | الاسم                                   | الشعار                                             | الفترة                                                       | الأحقية بالعرش                                             | الزيجات                                                                                      | عن حياته                                                                          | مونوغرام |
| ----------------------------------------------------------------------------- | --------------------------------------- | -------------------------------------------------- | ------------------------------------------------------------ | ---------------------------------------------------------- | -------------------------------------------------------------------------------------------- | --------------------------------------------------------------------------------- | -------- |
|                                                                               | غوستاف الأول Gustav Vasa                | [ يا ]                                             | 6 يونيو 1523 – 29 سبتمبر 1560 (37 سنوات، و3 شهور، و23 أيام)  | كان وصي سابق للعرش، انتخب ملكاً بعد حرب التحرير السويدية    | كاثرين من ساكس-لاونبورغ (طفل واحد) مارغريت ليونيوفد (10 أطفال) كاتارينا ستينبوك (بدون أطفال) | 12 مايو 1496 – 29 سبتمبر 1560 (64)                                                | —        |
|                                                                               | إريك الرابع عشر Erik XIV                | [ يا ]                                             | 29 سبتمبر 1560 – 26 يناير 1569 (8 سنوات، و3 شهور، و28 أيام)  | ابن غوستاف الأول                                           | كارين مونستودر (5 أطفال)                                                                     | 13 ديسمبر 1533 – 26 فبراير 1577 (43)خُلع ثم سُمم لاحقا، فعل ذلك شقيقه يوهان الثالث. |          |
|                                                                               | يوهان الثالث Johan III                  | [ يد ]                                             | 26 يناير 1569 – 17 نوفمبر 1592 (23 سنوات، و9 شهور، و22 أيام) | ابن غوستاف الأول                                           | كاثرين ياغيلون (3 أطفال) غونيلا بيلكه (طفل واحد)                                             | 20 ديسمبر 1537 – 17 نوفمبر 1592 (54)                                              |          |
|                                                                               | سييسموند                                | [ يد ]                                             | 17 نوفمبر 1592 – 24 يوليو 1599 (6 سنوات، و8 شهور، و7 أيام)   | ابن يوهان الثالث                                           | آن النمساوية (5 أطفال) كونستانس النمساوية (7 أطفال)                                          | 20 يونيو 1566 – 19 أبريل 1632 (65)خلع بعد الحرب ضده . وأيضا ملك بولندا 1587–1632. |          |
| وصاية الدوق كارل (أصبح لاحقا الملك كارل التاسع، 24 يوليو 1599 – 22 مارس 1604) |                                         |                                                    |                                                              |                                                            |                                                                                              |                                                                                   |          |
|                                                                               | كارل التاسع Karl IX                     |                                                    | 22 مارس 1604 – 30 أكتوبر 1611 (7 سنوات، و7 شهور، و8 أيام)    | ابن غوستاف الأول، أعلن ملكاً بعد أن كان وصي لمدة خمس سنوات. | آنا ماريا من بالاتينات-سيمرن (6 أطفال)                                                       | 4 أكتوبر 1550 – 30 أكتوبر 1611 (61)                                               | —        |
| كريستينا من هولشتاين-غوتورب (4 أطفال)                                         | كارل التاسع Karl IX                     |                                                    | 22 مارس 1604 – 30 أكتوبر 1611 (7 سنوات، و7 شهور، و8 أيام)    | ابن غوستاف الأول، أعلن ملكاً بعد أن كان وصي لمدة خمس سنوات. |                                                                                              | 4 أكتوبر 1550 – 30 أكتوبر 1611 (61)                                               | —        |
|                                                                               | غوستاف الثاني أدولف (Gustavus Adolphus) | 30 أكتوبر 1611 – 6 نوفمبر 1632 (21 سنوات، و7 أيام) | ابن كارل التاسع                                              | ماريا إليونورا من براندنبورغ (طفلان)                       | 9 ديسمبر 1594 – 6 نوفمبر 1632 (37)قتل في معركة لوتسن في 1632                                 |                                                                                   |          |
|                                                                               | كريستينا Kristina                       | 6 نوفمبر 1632 – 6 يونيو 1654 (21 سنوات، و7 شهور)   | ابنة غوستاف الثاني أدولف                                     | لم تتزوج                                                   | 7 ديسمبر 1626 – 9 أبريل 1689 (62)تنازلت عن العرش واستقرت في روما.                            |                                                                                   |          |

### أسرة بالاتينات-تسفايبروكن (1654–1720)
| الصورة                                                                                          | الاسم                            | الدروع                                                      | الفترة                                                    | الأحقية بالعرش                                         | الزيجات                                                                                             | عن حياته | مونوغرام |
| ----------------------------------------------------------------------------------------------- | -------------------------------- | ----------------------------------------------------------- | --------------------------------------------------------- | ------------------------------------------------------ | --------------------------------------------------------------------------------------------------- | --- | -------- |
|                                                                                                 | كارل العاشر غوستاف Karl X Gustav |                                                             | 6 يونيو 1654 – 13 فبراير 1660 (5 سنوات، و8 شهور، و7 أيام) | ابن كاثرين السويدية، حفيد كارل التاسع                  | هيدفيغ إليونورا من هولشتاين-غوتورب (طفل واحد)                                                       | 8 نوفمبر 1622 – 13 فبراير 1660 (37)                                                                                 |          |
|                                                                                                 | كارل الحادي عشر Karl XI          | 13 فبراير 1660 – 5 أبريل 1697 (37 سنوات، و1 شهر، و23 أيام)  | ابن كارل التاسع غوستاف                                    | أولريكا إليونورا الدنماركية (7 أطفال)                  | 24 نوفمبر 1655 – 5 أبريل 1697 (41)                                                                  | |          |
|                                                                                                 | كارل الثاني عشر Karl XII         | 5 أبريل 1697 – 30 نوفمبر 1718 (21 سنوات، و7 شهور، و25 أيام) | ابن كارل الحادي عشر                                       | لم يتزوج                                               | 17 يونيو 1682 – 30 نوفمبر 1718 (36)قتل في معركة ضد الدنمارك-النرويج أثناء حصار فريدريكستين في 1718. | |          |
| وصاية الأميرة أولريكا إليونورا (لاحقا الملكة أولريكا إلينونورا، 30 نوفمبر 1718 – 23 يناير 1719) |                                  |                                                             |                                                           |                                                        | | |          |
|                                                                                                 | أولريكا إليونورا                 |                                                             | 23 يناير 1719 – 24 مارس 1720 (1 سنة، و2 شهور، و1 يوم)     | ابنة كارل الحادي عشر، انتخبت خلفا لشقيقها الذي لم ينجب | فريدريك الأول ملك السويد (الملك 1720–1751) (بدون أطفال)                                             | 23 يناير 1688 – 24 نوفمبر 1741 (53)تنازلت عن العرش لزوجها في عام 1720؛ كان الملكة القرينة منذ ذلك الحين حتى وفاتها. |          |

### أسرة هسن (1720–1751)
| الصورة                                                                | الاسم                   | الدروع | الفترة                                         | الأحقية بالعرش                        | الزيجات                                 | عن حياته                          | مونوغرام |
| --------------------------------------------------------------------- | ----------------------- | ------ | ---------------------------------------------- | ------------------------------------- | --------------------------------------- | --------------------------------- | -------- |
|                                                                       | فريدريك الأول Fredrik I |        | 24 مارس 1720 – 25 مارس 1751 (31 سنوات، و1 يوم) | زوج والخليفة المعين لأولريكا إليونورا | لويز دوروثيا من براندنبورغ (بدون أطفال) | 18 أبريل 1676 – 25 مارس 1751 (74) |          |
| أولريكا إليونورا ملكة السويد (الملكة القرنية، 1719–1720) (بدون أطفال) | فريدريك الأول Fredrik I |        | 24 مارس 1720 – 25 مارس 1751 (31 سنوات، و1 يوم) | زوج والخليفة المعين لأولريكا إليونورا |                                         | 18 أبريل 1676 – 25 مارس 1751 (74) |          |

### أسرة هولشتاين غوتورب (1751–1818)
| الصورة                                                                 | الاسم                       | الدروع | الفترة                                                      | الأحقية بالعرش                                                           | الزيجات                                                           | عن حياته                                                                                            | مونوغرام |
| ---------------------------------------------------------------------- | --------------------------- | ------ | ----------------------------------------------------------- | ------------------------------------------------------------------------ | ----------------------------------------------------------------- | --------------------------------------------------------------------------------------------------- | -------- |
|                                                                        | أدولف فريدريك Adolf Fredrik |        | 25 مارس 1751 – 12 فبراير 1771 (19 سنوات، و10 شهور، و7 أيام) | حفيد حفيد كارل التاسع؛ انتخب وريثاً للعرش عام 1743                        | لويزا أولريكا البروسية (4 أطفال)                                  | 3 مايو 1710 – 12 فبراير 1771 (60)كان بالأصل أمير لوبيك الأسقفي (1727–1750).                         |          |
|                                                                        | غوستاف الثالث               | [ يز ] | 12 فبراير 1771 – 29 مارس 1792 (21 سنوات، و1 شهر، و17 أيام)  | ابن أدولف فريدريك                                                        | صوفي ماغدالينه الدنماركية (طفلان)                                 | 13 يناير 1746 – 29 مارس 1792 (46)اغتيل عام 1792.                                                    |          |
|                                                                        | غوستاف الرابع أدولف         |        | 29 مارس 1792 – 10 مايو 1809 (17 سنوات، و1 شهر، و11 أيام)    | ابن غوستاف الثالث                                                        | فريديريكا البادنية (5 أطفال)                                      | 1 نوفمبر 1778 – 7 فبراير 1837 (58)أطيح به بعد الهزيمة في الحرب الفنلندية؛ توفي في المنفى في سويسرا. |          |
| وصاية الدوق كارل (لاحقا الملك كارل الثالث عشر، 10 مايو – 6 يونيو 1809) |                             |        |                                                             |                                                                          |                                                                   | |          |
|                                                                        | كارل الثالث عشر Karl XIII   |        | 6 يونيو 1809 – 5 فبراير 1818 (8 سنوات، و7 شهور، و30 أيام)   | ابن أدولف فريدريك، انتخبه ريكسداغ الطبقات بعد فترة قصيرة من وصايته للعرش | هيدفيغ إليزابيث شارلوت هولشتاين-غوتورب (طفلان، توفيا في طفولتهما) | 26 سبتمبر 1748 – 5 فبراير 1818 (69)كان أيضا ملك النرويج في 1814                                     |          |

### أسرة برنادوت (1818–الآن)
| الصورة | الاسم                                | الدروع                                                         | الفترة                                                        | الأحقية بالعرش                                                                                         | الزيجات                                                                | عن حياته | مونوغرام |
| ------ | ------------------------------------ | -------------------------------------------------------------- | ------------------------------------------------------------- | --- | ---------------------------------------------------------------------- | --- | -------- |
|        | كارل الرابع عشر يوهان Karl XIV Johan |                                                                | 5 فبراير 1818 – 8 مارس 1844 (26 سنوات، و1 شهر، و3 أيام)       | انتخبه ريكسداغ الطبقات في عام 1810 وريثا لكارل الثالث عشر الذي لم ينجب أطفالاً ثم تبناه كارل الثالث عشر | ديزيريه كلاري (طفل واحد)                                               | 26 يناير 1763 – 8 مارس 1844 (81)كان في الأصل جنرالا فرنسيًا، ثم مارشال الإمبراطورية وأمير بونتيكورفو (1806-1810).كان أحد جنرالات نابليون بونابرت |          |
|        | أوسكار الأول                         |                                                                | 8 مارس 1844 – 8 يوليو 1859 (15 سنوات، و4 شهور)                | ابن كارل الرابع                                                                                        | جوزفين فون ليوتشتنبورغ (5 أطفال)                                       | 4 يوليو 1799 – 8 يوليو 1859 (60) |          |
|        | كارل الخامس عشر Karl XV              | 8 يوليو 1859 – 18 سبتمبر 1872 (13 سنوات، و2 شهور، و10 أيام)    | ابن أوسكار الأول                                              | لويز الهولندية ‏ (طفلان)                                                                                | 3 مايو 1826 – 18 سبتمبر 1872 (46)أول ملك لأسرة برنادوت يولد في السويد. | |          |
|        | أوسكار الثاني                        |                                                                | 18 سبتمبر 1872 – 8 ديسمبر 1907 (35 سنوات، و2 شهور، و20 أيام)  | ابن أوسكار الأول                                                                                       | صوفيا فون ناساو ‏ (4 أطفال)                                             | 21 يناير 1829 – 8 ديسمبر 1907 (78)آخر ملك سويدي يكون أيضا ملك النرويج (حتى عام 1905).                                                           |          |
|        | غوستاف الخامس                        |                                                                | 8 ديسمبر 1907 – 29 أكتوبر 1950 (42 سنوات، و10 شهور، و21 أيام) | ابن أوسكار الثاني                                                                                      | فيكتوريا من بادن (3 أطفال)                                             | 16 يونيو 1858 – 29 أكتوبر 1950 (92)زوج فيكتوريا من بادن حفيدة غوستاف الرابع أدولف، كان من نسل أسرة برنادوت والسلالات السابقة.                   |          |
|        | غوستاف السادس أدولف                  | 29 أكتوبر 1950 – 15 سبتمبر 1973 (22 سنوات، و10 شهور، و17 أيام) | ابن غوستاف الخامس                                             | مارغريت البريطانية (5 أطفال) لويزا مونتباتن (طفل واحد ميت)                                             | 11 نوفمبر 1882 – 15 سبتمبر 1973 (90)                                   | |          |
|        | كارل السادس عشر غوستاف               |                                                                | 15 سبتمبر 1973 – الآن (51 سنوات، و8 شهور، و2 أيام)            | حفيد غوستاف السادس أدولف                                                                               | سيلفيا ريناتي سومرلاث (3 أطفال)                                        | مواليد 30 أبريل 1946 (79)أطول ملوك السويد حكمًا في تاريخ السويد.                                                                                 |          |

### معلومات المصادر الكاملة
- Adolfsson، Mats (2010). När borgarna brann. Natur & Kultur. ISBN:9789127026315. مؤرشف من الأصل في 2024-10-09.
- "Carl XVI Gustaf – längst på tronen". Sveriges kungahus. اطلع عليه بتاريخ 2022-03-20.[وصلة مكسورة]
- Editors of American Heritage Dictionaries (2005). The Riverside Dictionary of Biography. Houghton Mifflin. ISBN:9780618493371. مؤرشف من الأصل في 2024-10-09.
- Harrison, Dick (2011). "Varför jag inte tror på sagokungar". Svenska Dagbladet (بالسويدية). Archived from the original on 2016-10-25. Retrieved 2022-03-17.
- Harrison, Dick (2014), Jourhavande historiker rycker ut igen: Hur är det med Macbeth, Blot-Sven och Gandalf? (بالسويدية), Norstedts, ISBN:9789113059631, Archived from the original on 2024-10-08
- Hildebrand, Hans (1884–1885). "Det svenska riksvapnet". Antiqvarisk tidskrift för Sverige (بالسويدية). 7 (1): 1–98. Archived from the original on 2024-10-08.
- Hogan، Edward Patrick؛ Hogan، Joan Marie (2006). Sweden. Modern World Nations. New York: Infobase Publishing. ISBN:0-7910-8799-9. مؤرشف من الأصل في 2024-10-09.
- Holman، Katherine (2009). The A to Z of the Vikings. Plymouth: The Scarecrow Press. ISBN:978-0-8108-6813-7. مؤرشف من الأصل في 2024-10-09.
- "Kings and Queens of Sweden — A thousand year succession". Swedish Royal Court. مؤرشف من الأصل في 2015-07-02. اطلع عليه بتاريخ 2022-03-17.
- Lawson، M. K. (2004)، Cnut: England's Viking King (ط. 2nd)، Stroud: Tempus، ISBN:0-7524-2964-7، مؤرشف من الأصل في 2024-10-09
- Liljegren, Bengt (2004). Rulers of Sweden (بالسويدية). Stockholm: Historiska Media. ISBN:9789185057634. Archived from the original on 2024-10-10.
- Lindkvist، Thomas (2003). "Kings and provinces in Sweden". في Helle، Knut (المحرر). The Cambridge History of Scandinavia: Volume I: Prehistory to 1520. Cambridge: Cambridge University Press. ص. 221–234. ISBN:0-521-472997.
- Lindqvist, Herman (2006). Historien om alla Sveriges drottningar: från myt och helgon till drottning i tiden (بالسويدية). Stockholm: Norstedts. ISBN:978-9113015248. Archived from the original on 2024-10-08.
- Lindqvist, Herman (2016). De vilda Vasarna: en våldsam historia (بالسويدية). Stockholm: Albert Bonniers förlag. ISBN:978-91-0-015495-0. Archived from the original on 2024-10-08.
- Lindqvist, Herman (2018). Bernadotte – för Sverige hela tiden (بالسويدية). Stockholm: Albert Bonniers förlag. ISBN:978-91-0-017479-8. Archived from the original on 2024-10-09.
- Lindqvist, Herman (2021). Erik – Nordens härskare och sjörövarkung (بالسويدية). Stockholm: Albert Bonniers förlag. ISBN:978-91-0-018211-3. Archived from the original on 2024-10-09.
- Line، Philip (2007). Kingship and State Formation in Sweden: 1130–1290. Leiden: BRILL. ISBN:978-90-04-15578-7. مؤرشف من الأصل في 2024-10-08.
- Lockhart، Paul Douglas (2004). Sweden in the Seventeenth Century. New York: Palgrave MacMillan. ISBN:0-333-73156-5.
- Marklund، Andreas؛ Larsson، Olle (2012). Svensk historia. Lund: Historiska media. ISBN:978-91-7545-163-3. مؤرشف من الأصل في 2024-10-08.
- Mueller-Vollmer، Tristan؛ Wolf، Kirsten (2022). Vikings: An Encyclopedia of Conflict, Invasions, and Raids. Santa Barbara: ABC-CLIO. ISBN:978-1-4408-7729-2. مؤرشف من الأصل في 2024-10-08.
- Myhre، Bjørn (2003). "The Iron Age". في Helle، Knut (المحرر). The Cambridge History of Scandinavia: Volume I: Prehistory to 1520. Cambridge: Cambridge University Press. ص. 60–93. ISBN:0-521-472997.
- Nyberg، Tore (2018). Monasticism in North-Western Europe, 800–1200. Routledge. ISBN:978-1-315-19454-7. مؤرشف من الأصل في 2024-10-08.
- Persson, Åke; Oldrup, Thomas (2010). 101 historiska myter [101 Historical Myths] (بالسويدية). Lund: Historiska media. ISBN:978-91-86297-22-0.
- Petersson, Erik (2021). Karl IX: Kampen om kronan (بالسويدية). Lund: Historiska media. ISBN:978-91-7789-779-8. Archived from the original on 2024-10-10.
- Riksdagens protokoll. Stockholm: البرلمان السويدي. 1981. مؤرشف من الأصل في 2024-10-08.
- Sarti، Cathleen (2022). Deposing Monarchs: Domestic Conflict and State Formation, 1500–1700. Oxford: Routledge. ISBN:9780367359805. مؤرشف من الأصل في 2024-10-10.
- Sävborg, Daniel (2015). "Kungalängder och historieskrivning: Fornsvenska och fornisländska källor om Sveriges historia". Historisk Tidskrift (بالسويدية). 135 (2): 201–235. ISSN:0345-469X.
- Sävborg, Daniel (2017). "Blot-Sven: en källundersökning". Scripta Islandica (بالسويدية).
- Seitz, Heribert (1937). "Det karolinska monogrammet" (PDF). Faktaburen: Nordiska museets och Skansens årsbok (بالسويدية): 7–26. Archived from the original (PDF) on 2024-12-02.
- Somerville، Angus A.؛ McDonald، R. Andrew (2014). The Viking Age: A Reader, Second Edition. Toronto: University of Toronto Press. ISBN:978-1-4426-0870-2. مؤرشف من الأصل في 2024-10-09.
- Sprague، Martina (2007). Norse Warfare: The Unconventional Battle Strategies of the Ancient Vikings. New York: Hippocrene Books. ISBN:978-0-7818-1176-7. مؤرشف من الأصل في 2024-10-08.
- Sundberg, Ulf (2004). Kungliga släktband: Kungar, drottningar, frillor och deras barn (بالسويدية). Lund: Historiska media. ISBN:978-91-85057-48-1. Archived from the original on 2024-10-08.
- Stafford، Pauline (2004). "Ælfgifu [Ælfgifu of Northampton] (fl. 1006–1036)". Oxford Dictionary of National Biography. Oxford University Press. DOI:10.1093/ref:odnb/180. ISBN:978-0-19-861412-8. مؤرشف من الأصل في 2021-11-02. اطلع عليه بتاريخ 2021-04-24. (يتطلب وجود اشتراك أو عضوية في المكتبة العامة في المملكة المتحدة)
- Sture Bolin (1953a). "Erik och Erik". Svenskt biografiskt lexikon (بالسويدية). Archived from the original on 2024-12-18. Retrieved 2021-02-10.
- Sture Bolin (1953b). "Konung Filip". Svenskt biografiskt lexikon (بالسويدية). Archived from the original on 2024-11-23. Retrieved 2023-07-21.
- Sture Bolin (1953c). "Inge d.y." Svenskt biografiskt lexikon (بالسويدية). Archived from the original on 2024-11-23. Retrieved 2023-07-21.
- Sture Bolin (1953d). "Ragnvald". Svenskt biografiskt lexikon (بالسويدية). Archived from the original on 2024-12-25. Retrieved 2023-07-21.
- Sture Bolin (1953e). "Håkan röde". Svenskt biografiskt lexikon (بالسويدية). Archived from the original on 2024-12-03. Retrieved 2023-07-21.
- Sture Bolin (1953f). "Johan Sverkersson". Svenskt biografiskt lexikon (بالسويدية). Archived from the original on 2024-12-17. Retrieved 2023-07-21.
- Sture Bolin (1953g). "Knut långe". Svenskt biografiskt lexikon (بالسويدية). Archived from the original on 2024-11-27. Retrieved 2023-07-21.
- Sture Bolin (1953h). "Erik Eriksson". Svenskt biografiskt lexikon (بالسويدية). Archived from the original on 2024-11-23. Retrieved 2023-07-21.
- Sture Bolin (1953i). "Sverker den äldre". Svenskt biografiskt lexikon (بالسويدية). Archived from the original on 2024-11-23. Retrieved 2023-07-21.
- Sture Bolin (1953j). "Magnus Henriksson". Svenskt biografiskt lexikon (بالسويدية). Archived from the original on 2024-11-23. Retrieved 2023-07-21.
- Sture Bolin (1953k). "Karl Sverkersson". Svenskt biografiskt lexikon (بالسويدية). Archived from the original on 2024-10-07. Retrieved 2023-07-22.
- Sture Bolin (1953l). "Knut Eriksson". Svenskt biografiskt lexikon (بالسويدية). Archived from the original on 2024-12-06. Retrieved 2023-07-22.
- Sture Bolin (1953m). "Sverker den yngre". Svenskt biografiskt lexikon (بالسويدية). Archived from the original on 2024-12-15. Retrieved 2023-07-22.
- Sture Bolin (1953n). "Erik Knutsson". Svenskt biografiskt lexikon (بالسويدية). Archived from the original on 2024-11-23. Retrieved 2023-07-22.
- Sture Bolin (1953o). "Albrekt". Svenskt biografiskt lexikon (بالسويدية). Archived from the original on 2024-11-23. Retrieved 2023-07-22.
- Sture Bolin (1953p). "Håkan". Svenskt biografiskt lexikon (بالسويدية). Archived from the original on 2024-11-23. Retrieved 2023-07-22.
- Sture Bolin (1953q). "Erik Magnusson". Svenskt biografiskt lexikon (بالسويدية). Archived from the original on 2024-11-27. Retrieved 2023-07-22.
- Sture Bolin (1953r). "Magnus Eriksson". Svenskt biografiskt lexikon (بالسويدية). Archived from the original on 2024-10-08. Retrieved 2023-07-22.
- Sture Bolin (1953s). "Birger". Svenskt biografiskt lexikon (بالسويدية). Archived from the original on 2024-12-19. Retrieved 2023-07-22.
- Sture Bolin (1953t). "Magnus Birgersson". Svenskt biografiskt lexikon (بالسويدية). Archived from the original on 2024-10-08. Retrieved 2023-07-22.
- Sture Bolin (1953u). "Margareta". Svenskt biografiskt lexikon (بالسويدية). Archived from the original on 2024-11-26. Retrieved 2023-07-22.
- Sture Bolin (1953v). "Karl Knutsson (Bonde)". Svenskt biografiskt lexikon (بالسويدية). Archived from the original on 2024-12-20. Retrieved 2023-07-22.
- Sture Bolin (1953w). "Kristofer". Svenskt biografiskt lexikon (بالسويدية). Archived from the original on 2024-10-09. Retrieved 2023-07-22.
- Sture Bolin (1953x). "Erik av Pommern". Svenskt biografiskt lexikon (بالسويدية). Archived from the original on 2024-12-03. Retrieved 2023-07-22.
- Venning، Timothy (2023). A Compendium of Medieval World Sovereigns. Taylor & Francis. ISBN:9781000866339. مؤرشف من الأصل في 2024-10-08.
- Williamson، David (1988). Debrett's Kings and Queens of Europe. London: Webb & Bower. ISBN:0-86350-194-X.